# Perscheloribates subtropicus
Perscheloribates subtropicus är en kvalsterart som först beskrevs av Hammer 1961.  Perscheloribates subtropicus ingår i släktet Perscheloribates och familjen Scheloribatidae. Inga underarter finns listade i Catalogue of Life.